# Burkely Duffield
Burkely Duffield (Vancouver, Canadá, 9 de agosto de 1992) es un actor canadiense. Es mayormente reconocido por interpretar a Eddie Miller/Edison Sweet en la serie de televisión House of Anubis y a Holden Matthews en Beyond.

## Biografía
Burkely Duffield nació el 9 de agosto de 1992 en la ciudad de Vancouver, Canadá. Es hermano mayor de la también actriz y cantante Victoria Duffield. A lo largo de su infancia y adolescencia, asistió a la Yale Secondary School de Abbotsford, Canadá, donde se unió al club de drama y tomó clases de baile y de teatro, principalmente de hip hop. Durante una entrevista, comentó que era muy tímido en su niñez y jamás habría considerado una carrera seria como actor, pero a los 11 años audicionó para un comercial de McDonalds. En las grabaciones, se sintió atraído por el set y eso lo motivó a audicionar para más papeles. Así, tres años más tarde, apareció en el telefilme Under the Mistletoe. En 2010, ingresó a la Universidad de Columbia Británica en la carrera de comercio internacional y eventualmente desarrollaba papeles pequeños en series y telefilmes como Supernatural y Rags.
En 2012, ingresó al elenco principal de la serie de televisión de Nickelodeon, House of Anubis, en la que grabó más de 100 episodios y realizó un telefilme homónimo. Tras la cancelación del programa en 2013, continuó apareciendo en otros telefilmes como Jinxed y Paper Angels, hasta que en 2015, Freeform lo eligió para protagonizar un episodio piloto de una serie llamada Beyond. Tras la buena impresión, el canal aceptó el episodio y comenzaron las grabaciones de la serie, las cuales tuvieron lugar entre abril y noviembre de 2016, con Beyond estrenando en enero de 2017. Antes de iniciar con el rodaje de la serie, Duffield interpretó a Callan Lothar en Warcraft, adaptación cinematográfica del videojuego homónimo. Aunque el filme fue duramente criticado, se convirtió en un éxito en taquilla al recaudar más de 400 millones de dólares.

## Filmografía
| Año  | Título                            | Rol                  | Notas |
| ---- | --------------------------------- | -------------------- | ----- |
| 2007 | Pathfinder                        | Fantasma             |       |
| 2007 | Kickin' It Old Skool              | George Michael joven |       |
| 2007 | Numb                              | Hudson joven         |       |
| 2008 | Ace of Hearts                     | Kenny                |       |
| 2016 | Warcraft                          | Callan Lothar        |       |
| 2021 | There's Someone Inside Your House | Caleb Greeley        |       |

| Año       | Título                            | Rol                       | Notas                               |
| --------- | --------------------------------- | ------------------------- | ----------------------------------- |
| 2006      | Under the Mistletoe               | Jonathan Chandler         | Telefilme                           |
| 2007      | Masters of Science Fiction        | Will                      | Episodio: «A Clean Escape»          |
| 2008      | Aliens in America                 | Niño apicultor            | Episodio: «Wake at the Lake»        |
| 2011      | And Baby Will Fall                | David joven               | Telefilme                           |
| 2011      | Mega Cyclone                      | Luke Tanner               | Telefilme                           |
| 2012      | Rags                              | Lloyd                     | Telefilme                           |
| 2012      | A Mother's Nightmare              | Matt                      | Telefilme                           |
| 2012      | Supernatural                      | Ray McAnn                 | Episodio: «Party On, Garth»         |
| 2012-13   | House of Anubis                   | Eddie Miller/Edison Sweet | Elenco principal (temporadas 2 y 3) |
| 2013      | House of Anubis: Touchstone of Ra | Eddie Miller/Edison Sweet | Telefilme                           |
| 2013      | Jinxed                            | Tommy Murphy              | Telefilme                           |
| 2013      | The Tomorrow People               | Tyler Miller              | Episodio: «Girl, Interrupted»       |
| 2014      | My Mother's Future Husband        | Bodie Miller              | Telefilme                           |
| 2014      | Paper Angels                      | Vic West                  | Telefilme                           |
| 2015      | One Crazy Cruise                  | Mesero                    | Telefilme                           |
| 2015      | Minority Report                   | Arthur adolescente        | 2 episodios                         |
| 2017-2018 | Beyond                            | Holden Matthews           | Elenco principal                    |
| 2017      | The Arrangement                   | Ben Geller                | 2 episodios                         |